# ロザンのクイズの神様
『ロザンのクイズの神様』（ロザンのクイズのかみさま）は、関西テレビで2021年1月9日から放送されているクイズ番組。ロザンの冠番組。2023年4月から『ロザンのクイズの神様・超』（- スーパー）に番組名を変更した。

## 概要
芸能界のクイズ王と呼ばれる宇治原に対して、若手芸人が「クイズゲッター」としてロケ先で見つけたネタを元にクイズを出題する。宇治原は菅からのヒントを頼りにクイズに挑戦し、そのクイズの質を「神問」「良問」「愚問」「大バカ問」のいずれかに判定する。
2021年10月9日より、放送時間が3分繰り上がり毎週土曜10時30分 - 11時に変更。
2023年4月2日より、毎週日曜8時30分 - 9時に変更。

## 出演者
現在
- ロザン（宇治原史規・菅広文）
- 橋本和花子（関西テレビアナウンサー） - 2024年4月14日放送分から加入。
- 舘山聖奈（関西テレビアナウンサー） - 2021年4月10日放送分から加入。土曜日に放送していた時期は、『舘山聖奈のシネマコンシェル』（加入前から担当している前枠番組）に続いて登場していた。2024年2月11日放送分をもって産休。

過去
- 高橋真理恵（関西テレビアナウンサー） - 産休のため2021年3月27日放送分をもって卒業。
- 藤本景子（関西テレビアナウンサー） - 舘山が産休のため、2024年2月18日放送分から3月10日まで代理。
- 大橋雄介（関西テレビアナウンサー） - 舘山が産休のため、2024年3月17・24日放送分を代理。
- 岡安譲（関西テレビアナウンサー） - 舘山が産休のため、2024年3月31日放送分を代理。

## ネット局
| 放送対象地域 | 放送局            | 系列           | 放送日時         | ネット状況 | 備考        |
| ------------ | ----------------- | -------------- | ---------------- | ---------- | ----------- |
| 近畿広域圏   | 関西テレビ（KTV） | フジテレビ系列 | 日曜 8:30 - 9:00 | 制作局     |             |
| 関東広域圏   | フジテレビ（CX）  | フジテレビ系列 | 不定期放送       | 遅れネット | [ 2 ] [ 3 ] |

### 過去のネット局
- 三重テレビ（MTV・独立局） - 2023年12月末をもってネット終了。

## スタッフ
2025年8月3日時点
- ナレーター：小椋美輝（一時離脱）
- 構成：野口勉
- ブレーン：小林広美
- TD/CAM：澤井雅弘（以前はロケCAM）、高嶺篤哉、西脇靖記【週替り】
- LD：伊藤駿、天羽佐織、盛麗依奈（盛→一時離脱）、二位裕之【週替り】
- MIX：北埜麻美
- 効果：芝岡海帆（SOUND-K）
- MA：野口嵩仁（SOUND-K）
- 編集：山本真優子、伊林満里奈、仁部貴史、北山優月【週替り】
- ロケCAM：高嶺(峰)篤哉、飯田一志、青木一(和)弘、山口聡生（山口→以前はロケAUD）、二宮塁、篠原佑典、西脇靖記、齊藤将光【週替り】
- ロケAUD：北埜麻美、岡本隆朗、山下陽(洋)介、大塚恵里香、片山将、廉林賢二、谷口貴三男【週替り】
- 宣伝：岡安稚子（カンテレ）
- イラスト：ヒサヨ
- メイク：パウダー
- スタイリスト：MORE、アンド・マッセ
- 協力：イングス、大阪共立、SOUND-K、つむら工芸、トラッド（トラッド→以前は週替り）【毎週】、テックサービス、一光、TORIDE、MABU、T-wing、ウィズユー、YBE【週替り】
- ディレクター：吉井大二郎（フリーランス）【毎週】、大岡瞭輔、三橋秀登（インパクト）、池田怜平、大田遼（フリーランス）、小田晶子（よしもとブロードエンタテインメント）、中西真由子（メディアプルポ）、佐久間俊輔（バックアップメディア）【週替り】
- 演出：山根郁摩（メディアプルポ、2024年4月14日-、以前はディレクター）
- プロデューサー：泉雄介（カンテレ、2025年8月3日-）、西原久進（メディアプルポ、2024年4月14日-、以前は演出兼務）
- 制作協力：メディアプルポ
- 制作：関西テレビクリエイティブ本部制作局 制作部
- 制作著作：関西テレビ

### 過去のスタッフ
- ナレーター：中島めぐみ（関西テレビアナウンサー）
- TD/CAM：河合江里子・岡修平・森下真行（ウエストワン）、岩崎裕司・井上佑介（カンテレ）【週替り】
- LD：大西祐輔（カンテレ）、徳永勤・大塚美穂（大阪共立）、出馬勇人、小林力、佐藤孝彦（ウエストワン）、西田美奈【週替り】
- MIX：長池哲、浦嶋静・大林俊夫・品岡研太・小原智実・佐藤孝彦（ウエストワン）、中道尚宏・大貫修平（カンテレ）、垣津綾子【週替り】
- 編集：中村明日香、廣田南、岩澤文哉（岩澤→イングス）【週替り】
- 効果：浜田梨紗子（SOUND-K）
- ロケCAM：高橋勉、堀ノ内孝繕、松本学、奥村一彦、大杉凌平、田嶋新悟、川元正人、津田欣典、宮下清仁、中浜隆、杉村哲司、成毛紳、福田禎之、脇阪祐司、小川正明、中村敦、小松裕太、山本真也、藤原祐司、高岡慎一、柴田功二、野田祐介、岡修平、安藤功、中祖信也、大林祐、西田慶仁、町田雄吾(伍)、信田将志、森本翔一、中喜志治、熱田大、白似田健介、園田清隆、北林一博、宮崎晋也、飛岡浩朴（飛岡→以前はロケAUD）【週替り】
- ロケAUD：玉井典雄、野村俊樹、田島大輔、大杉凌平、高橋裕也、高井美紀、藤本博樹、三吉秀樹、一丸雅彦、梅田智文、中谷純一郎、山崎大輔、磯一貴、佐藤郁、熊谷望武彦、徳吉広次郎、辰野雄一、川口雄平、永沼咲優、城本淳、福本勇人、梶巻久仁彦、寺本智哉、櫻井剛、相坂日茉里、松山美優、谷口綾、山内大夢、渡辺俊彦、藤原尉智、本城宣彰、太田夕里奈（太田→以前はMIX）、石(神)田崇、三浦龍(竜)聖、後藤敬介、山本賢太郎、窪田徹也、山本敦輝、山崎遥樹、矢作佳祐、池田龍矢、飯田祥子（飯田→以前はロケCAM）、垣津綾子、葛野凌大、進藤小菜津、廣田春菜(奈)、西口健太、山口知輝、向野淳也、藤井達也、米倉潤、菱川雅士、古川剛【週替り】
- ロケLD：河合裕也（大阪共立）【不定期】
- 美術プロデューサー：乗本孝治（カンテレ）、若松英正（カンテレ）
- デザイン：井内克信（レフティーデザイン、-2024年3月31日）、タイトルエイト（2024年4月14日-7月）
- 装飾：高津商会、原柚月（2021年2月20日-2023年10月15日）、石橋莉里子（高津商会、2023年10月22日-2024年3月31日）
- 協力：Yogibo、ウエストワン【毎週】、メディスプロジェクト、ytv Nextry、アジャプロ、テレプロ、遊写、atelier、よしもとブロードエンタテインメント、エキスパート、ADC、ピースリー本舗、ネットビジョン、光学堂、3×COUNT【週替り】
- 営業：藤口聡祐、永沢徹平【毎週】、田中大貴、渡邊亮太、井上祐哉（カンテレ）【週替り】
- 宣伝：中靏暢子、齋藤久実佳（カンテレ）
- AD：木村望（メディアプルポ）、松田真一郎（メディアプルポ）、松原結子
- AP：貞尾由希子（メディアプルポ、2021年7月31日-2023年9月頃）
- ディレクター：柴田怜祐（よしもとブロードエンタテインメント）、須増宝代（パワーステーション）、杉岡亮・加藤美咲・東啓慈・佐伯亮・栗原悠・山本さつき・安東勇吾・犬塚瞭（メディアプルポ、安東→以前はAD）、吉田おさむ、谷口文彦（Walk On）【週替り】
- プロデューサー：居川大輔（カンテレ、2021年1月9日-2月20日）→根本杏香（カンテレ、2021年2月27日-8月7日）→池田篤史（カンテレ、2021年8月21日-2024年7月28日）→上林翔吾（カンテレ、2024年8月4日-2025年7月27日）、増田幸一郎（メディアプルポ、-2024年3月31日）